# Pierre Marie Joseph Veuillot
Pierre Marie Joseph Veuillot (Parigi, 5 gennaio 1913 – Parigi, 14 febbraio 1968) è stato un cardinale e arcivescovo cattolico francese.

## Biografia
Nacque a Parigi il 5 gennaio 1913.
Papa Paolo VI lo elevò al rango di cardinale nel concistoro del 26 giugno 1967.
Morì il 14 febbraio 1968 all'età di 55 anni.

## Genealogia episcopale e successione apostolica
La genealogia episcopale è:
- Cardinale Scipione Rebiba
- Cardinale Giulio Antonio Santori
- Cardinale Girolamo Bernerio, O.P.
- Arcivescovo Galeazzo Sanvitale
- Cardinale Ludovico Ludovisi
- Cardinale Luigi Caetani
- Cardinale Ulderico Carpegna
- Cardinale Paluzzo Paluzzi Altieri degli Albertoni
- Papa Benedetto XIII
- Papa Benedetto XIV
- Papa Clemente XIII
- Cardinale Giovanni Francesco Albani
- Cardinale Carlo Rezzonico
- Cardinale Antonio Dugnani
- Arcivescovo Jean-Charles de Coucy
- Cardinale Gustave-Maximilien-Juste de Croÿ-Solre
- Vescovo Charles-Auguste-Marie-Joseph Forbin-Janson
- Cardinale François-Auguste-Ferdinand Donnet
- Vescovo Charles-Emile Freppel
- Cardinale Louis-Henri-Joseph Luçon
- Cardinale Charles-Henri-Joseph Binet
- Cardinale Maurice Feltin
- Cardinale Pierre Marie Joseph Veuillot

La successione apostolica è:
- Vescovo Guy-Marie-Joseph Riobé (1961)
- Vescovo Jacques Marie Delarue (1966)
- Vescovo Robert Marie-Joseph François de Provenchères (1966)
- Vescovo Victor-Julien-André Gouet (1967)